# Pierre Drahonet
 (janvier 2024).
Si vous disposez d'ouvrages ou d'articles de référence ou si vous connaissez des sites web de qualité traitant du thème abordé ici, merci de compléter l'article en donnant les références utiles à sa vérifiabilité et en les liant à la section « Notes et références ».
Pierre Drahonet est un peintre français né à Boulogne (Seine) le 23 décembre 1766 et mort à Versailles le 12 avril 1817.
Sa fille Élisabeth-Cornélie Drahonet épousera en 1817 le peintre Alexandre-Jean Dubois (1790-1834) qui pour se distinguer des autres personnalités nommées Dubois ajoutera à son patronyme celui de son épouse.

## Biographie
Le 2 février 1793, à Paris, une carte de sûreté fut délivrée à Pierre Drahonet, par le secrétariat de la section du Luxembourg, ce document, indique que le peintre Pierre DRAHONET était  âgé de 28 ans, qu’il était peintre, résidant alors 94, rue des Boucheries-Saint-Germain et précédemment 40, rue Paul, qu’il était arrivé à Paris depuis 3 ans, venant de Boulogne, district de Franciade, qu’il savait signer, et qu’il possédait un sabre.
Cette carte de sûreté conservée aux Archives nationales à Paris a été relevée par les soins des membres de la Bibliothèque Généalogique et d'Histoire Sociale de France : , la côte du document aux Archives nationales est : 51116, Carton : F7/4799, N° : 501.

## Œuvres dans les collections publiques
- Paris, École nationale supérieure des Beaux-Arts : Monuments antiques, dessin à la plume sur papier, INV EBA868, reproduit, illustration n° 184 dans le catalogue de l'exposition versaillaise de 2023-2024.
- Versailles, Musée national du château de Versailles et de Trianon : Destruction du pavillon du bout de l'aile vieille du château de Versailles, reproduit, illustration  n° 187 dans le catalogue de l'exposition versaillaise de 2023-2024.